# Aeroportul Internațional Yemelyanovo
Aeroportul Internațional  Krasnoiarsk (IATA: KJA, ICAO: UNKL) este un aeroport din Krasnoiarsk, Rusia ce deservește zona Krasnoiarsk. Aeroportul a fost tranzitat în 2021 de 2.694.817 pasageri. A fost deschis în 1980 și numit după Dmitri Hvorostovski.
Situat la o altitudine de 287 m, aeroportul dispune de 1 pistă.

## Infrastructură

### Piste
Aeroportul dispune de o singură pistă. Pista 11/29 are suprafața de asfalt și dimensiunile 3.700 m × 60 m. 